# Circondario di Preußisch Holland
Il circondario di Preußisch Holland era un circondario tedesco, nella regione della Prussia Orientale. Esistette dal 1818 al 1945.

## Suddivisione
Al 1º gennaio 1945 il circondario comprendeva le città di Mühlhausen i. Ostpr. e Preußisch Holland, 90 comuni e 1 Gutsbezirk.